# Реталулеу (місто)
Реталулеу (ісп. Retalhuleu) — місто у південно-західній частині Гватемали. Є центром однойменного департаменту.

## Клімат
Місто знаходиться у зоні, котра характеризується кліматом тропічних саван. Найтепліший місяць — квітень із середньою температурою 28.9 °C (84 °F). Найхолодніший місяць — вересень, із середньою температурою 26.7 °С (80 °F).
| Клімат Реталулеу        | Клімат Реталулеу | Клімат Реталулеу | Клімат Реталулеу | Клімат Реталулеу | Клімат Реталулеу | Клімат Реталулеу | Клімат Реталулеу | Клімат Реталулеу | Клімат Реталулеу | Клімат Реталулеу | Клімат Реталулеу | Клімат Реталулеу | Клімат Реталулеу |
| Показник                | Січ.             | Лют.             | Бер.             | Квіт.            | Трав.            | Черв.            | Лип.             | Серп.            | Вер.             | Жовт.            | Лист.            | Груд.            | Рік              |
| Абсолютний максимум, °C | 35               | 37               | 36               | 37               | 36               | 33               | 33               | 33               | 33               | 33               | 33               | 36               | 37               |
| Середній максимум, °C   | 30               | 30               | 31               | 31               | 30               | 30               | 29               | 30               | 29               | 29               | 30               | 30               | 30               |
| Середня температура, °C | 27               | 27               | 28               | 28               | 27               | 27               | 27               | 27               | 26               | 27               | 27               | 27               | 27               |
| Середній мінімум, °C    | 23               | 24               | 25               | 25               | 25               | 25               | 25               | 24               | 23               | 24               | 24               | 24               | 24               |
| Абсолютний мінімум, °C  | 16               | 17               | 17               | 16               | 21               | 20               | 18               | 20               | 20               | 20               | 12               | 17               | 12               |
| Днів з опадами          | 2                | 1                | 2                | 3                | 8                | 14               | 15               | 14               | 18               | 14               | 6                | 2                | 99               |
| ----------------------- | ---------------- | ---------------- | ---------------- | ---------------- | ---------------- | ---------------- | ---------------- | ---------------- | ---------------- | ---------------- | ---------------- | ---------------- | ---------------- |
| Джерело: Weatherbase    |                  |                  |                  |                  |                  |                  |                  |                  |                  |                  |                  |                  |                  |